# Wilsonpolynom
Inom matematiken är Wilsonpolynomen en familj ortogonala polynom introducerade av James A. Wilson 1980 som generaliserar Jacobipolynomen, Hahnpolynomen och Charlierpolynomen.
De definieras med hjälp av den generaliserade hypergeometriska funktionen och Pochhammersymbolen som
{\displaystyle p_{n}(t^{2})=(a+b)_{n}(a+c)_{n}(a+d)_{n}{}_{4}F_{3}\left({\begin{matrix}-n&a+b+c+d+n-1&a-t&a+t\\a+b&a+c&a+d\end{matrix}};1\right).}